# مایکل هیل (تنیس‌باز)
 مایکل هیل (انگلیسی: Michael Hill؛ زاده ۳۰ ژوئن ۱۹۷۴) یک تنیس‌باز اهل استرالیا است.